# Django (framework)
Django is een vrij webapplicatie-framework geschreven in Python volgens het model-view-controller-model. Django is vrijgegeven onder de BSD-licentie. De software is vernoemd naar de gitarist Django Reinhardt.

## Geschiedenis
Django is oorspronkelijk ontwikkeld door Adrian Holovaty en Simon Willison voor verscheidene nieuwswebsites van The World Company. De ontwikkeling begon in 2003 en in 2005 werd Django vrijgegeven onder de BSD-licentie.
In 2008 werd de Django Software Foundation opgericht, een non-profitorganisatie die de ontwikkeling van Django stuurt.
Jaarlijks wordt ook DjangoCon, een conferentie over Django, gehouden.